# Vitalic
Vitalic (nascido Pascal Arbez em 1976) é um DJ e produtor musical francês de música eletrônica, descendente de italianos.

## Histórico
Seus primeiros trabalhos foram gravados entre 1996 e 1997 com  seu seu próprio selo, o Citizen Records, quando ainda utilizava o codinome DIMA, mas suas músicas ficaram confinados à cena underground eletrônica da época. Em 2001, então com o nome Vitalic, foi lançado Poney EP pela gravadora International DJ Gigolos, do músico alemão DJ Hell, de Munique, Alemanha.
Vitalic passou a ser conhecido mundialmente após o lançamento da faixa "La Rock 01", que virou um clássico imediato da música eletrônica mundial, e faz parte de primeiro álbum, OK Cowboy, lançado pelo selo Different Recordings da PIAS Company, em 2005 .
O músico já tocou algumas vezes no Brasil, as últimas foram no Festival Planeta Terra 2007 (da Terra Networks), onde encerrou a noite na tenda de música eletrônica, no Clash Club em novembro de 2008 e no D-Edge em dezembro de 2010.

## Discografia

### Álbuns
- OK Cowboy (2005)
- V Live (2007)
- Résumé (DJ set) (2007)
- Flashmob 2009
- Rave Age (2012)

### Singles / EPs
- Poney EP (2001)
- To L'An-fer From Chicago (2003)
- Fanfares (2004)
- My Friend Dario (2005)
- No Fun (2005)
- Bells (2006)
- Disco Terminateur EP"(2009)
- Poison Lips EP"(2009)
- Second Lives" (2010)
- Stamina"(2012)
- Fade away"(2013)
- Film Noir EP"(2016)

### Remixes
Vitalic
- Living On Video
- Swany", Lady B
- Visions, Slam feat. Dot Allison
- Shari Vari, Number of Names (c/ The Hacker)
- 1982, Miss Kittin & The Hacker
- You Are My High, Demon vs. Heartbreaker
- Ghost train, Manu le Malin
- The Chase, Giorgio Moroder
- Cish Cash, Basement Jaxx
- Technologic, Daft Punk
- Who is it, Björk
- What Else is there?, Röyksopp
- Go, Moby
- Go Ahead, Detroit Grand Pubahs And Dave The Hustler

DIMA
- Take A Walk, Bolz Bolz
- Fadin' Away, The Hacker
- The Realm, C'hantal
- You Know, Hustler Pornstar
- The Essence Of It, Elegia
- U Know What U Did Last Summer, Hustler Pornstar
- Ice Breaker, Scratch Massive
- My Friend Dario, Vitalic (2005)
- Red X, Useless